# Territoriale prelatuur Moyobamba
De territoriale prelatuur Moyobamba (Latijn: Praelatura Territorialis Moyobambensis) is een rooms-katholieke territoriale prelatuur met als zetel Moyobamba, in Peru. De territoriale prelatuur is suffragaan aan het aartsbisdom Trujillo. 

## Geschiedenis
De territoriale prelatuur werd opgericht op 7 maart 1948, uit delen van het bisdom Chachapoyas. 

## Parochies
De territoriale prelatuur had in 2021 een oppervlakte van 39.418 km2 en telde 779.071 inwoners waarvan 65,0% rooms-katholiek was.

## Prelaten
- Martin Fulgencio Elorza Legaristi (3 oktober 1953 - 30 december 1966; apostolisch administrator sinds 15 januari 1949)
- Venancio Celestino Orbe Uriarte (25 augustus 1967 - 6 juni 2000)
- José Ramón Santos Iztueta Mendizábal (6 juni 2000 - 21 juli 2007; coadjutor sinds 30 mei 1998)
- Rafael Alfonso Escudero López-Brea (21 juli 2007 - heden; coadjutor sinds 8 juli 2006)

Trujillo (aartsbisdom) · Cajamarca · Chimbote · Huamachuco (territoriale prelatuur) · Huaraz · Huarí · Moyobamba (territoriale prelatuur)